# Sånger från jorden till himmelen
Sånger från jorden till himmelen är ett livealbum av Py Bäckman från 2008.

## Låtförteckning
| Nr  | Titel                      | Låtskrivare                 | Längd |
| --- | -------------------------- | --------------------------- | ----- |
| 1.  | "Störst av dem är kärlek"  | Py Bäckman, Mats Wester     | 3:35  |
| 2.  | "Kanske en ängel"          | Py Bäckman                  | 4:13  |
| 3.  | "Gabriellas sång"          | Py Bäckman, Stefan Nilsson  | 4:05  |
| 4.  | "Borta med vinden"         | Py Bäckman                  | 3:45  |
| 5.  | "Lilla liv"                | Py Bäckman, Hans Kennemark  | 2:25  |
| 6.  | "Där är tiden inte viktig" | Py Bäckman                  | 2:03  |
| 7.  | "Tro på en himmel"         | Py Bäckman                  | 5:09  |
| 8.  | "Vad är Gud"               | Py Bäckman                  | 2:56  |
| 9.  | "Koppången"                | Py Bäckman, Pererik Moraeus | 4:41  |
| 10. | "Julen är på väg"          | Py Bäckman                  | 5:01  |
| 11. | "Långt härifrån"           | Py Bäckman                  | 3:01  |
| 12. | "Stad i ljus"              | Py Bäckman                  | 3:11  |
| 13. | "Halleluja"                | Py Bäckman, Leonard Cohen   | 3:49  |
| 14. | "Jag lever"                | Py Bäckman                  | 2:42  |

## Medverkande musiker
- Sång – Py Bäckman
- Flygel – Rune Broberg

## Ytterligare info
- Liveinspelad i Kville kyrka
- Mixad i Project-Music.se
- Tekniker – Micke Wennborn
- Producent - Micke Wennborn